# 아라카와 야스히코
아라카와 야스히코(일본어: 荒川 泰彦, 1952년 11월 26일 ~ )는 일본의 공학자이다. 아이치현 나고야시 지쿠사구 출신으로 전문은 양자 나노디바이스 공학이다. 도쿄 대학 나노양자정보일렉트로닉스 연구기구장, 도쿄 대학 생산기술연구소 교수, 광전자 융합연구센터장이다.

## 업적
도쿄 대학의 사카키 히로유키 명예교수와 함께 지금까지의 양자 박막 구조를 더욱 고도화하고 반도체 중의 전자를 3차원적으로 가둬 퀀텀닷의 개념을 제시했고 그 응용으로 퀀텀닷 레이저를 제안했다.

## 주요 경력
- 1971년 : 아이치 현립 아사히가오카 고등학교 졸업
- 1975년 : 도쿄 대학 공학부 전자공학과 졸업
- 1977년 : 도쿄 대학 대학원 공학연구과 석사 과정 전기공학 전공 수료
- 1980년 : 도쿄 대학 대학원 공학연구과 박사 과정 전기공학 전공 수료(공학박사)
- 1980년 : 도쿄 대학 생산기술연구소 강사
- 1981년 : 도쿄 대학 생산기술연구소 조교수
- 1984년 : 캘리포니아 공과대학교 객원연구원(1986년까지)
- 1988년 : 도쿄 대학 첨단과학기술연구센터 조교수
- 1993년 : 도쿄 대학 생산기술연구소 교수
- 1997년 : 도쿄 대학 국제산학공동연구센터 교수
- 1999년 : 도쿄 대학 첨단과학기술연구센터 교수
- 2002년 : 도쿄 대학 생산기술연구소 나노일렉트로닉스 제휴연구센터장
- 2006년 : 도쿄 대학 나노양자정보일렉트로닉스 연구기구장
- 2009년 : 뮌헨 공과대학교 객원교수(2011년까지)
- 2012년 : 도쿄 대학 생산기술연구소 교수, 광전자 융합연구센터장
- 2017년 : 미국 공학한림원 회원

## 수상 경력
- 1991년 : 전자정보통신학회 실적상
- 1992년 : 일본 IBM 과학상
- 1993년 : 핫토리 보공상
- 2000년 : 전자정보통신학회 일렉트로닉스 소사이어티상
- 2002년 : 닛산 과학상
- 2002년 : Quantum Devices Award
- 2004년 : 에사키 레오나상
- 2004년 : IEEE/LEOS William Streifer Award
- 2006년 : Wall Street Journal Technology Innovation Award
- 2007년 : 후지와라상
- 2007년 : 산학관 제휴 공로자 표창 내각총리대신상
- 2009년 : IEEE David Sarnoff Award
- 2009년 : IEEE Spectrum Winners
- 2010년 : C&C상
- 2011년 : OSA Nick Holonyak, Jr. Award
- 2011년 : Heinrich Welker Award
- 2012년 : 응용물리학회 화합물 반도체 일렉트로닉스상: 아카사키 이사무상
- 2012년 : 주니치 문화상
- 2013년 : 응용물리학회 실적상
- 2017년 : 일본 학사원상
- 2019년 : IEEE 준이치 니시자와 메달

### 상훈
- 2009년 : 자수포장

## 같이 보기
- 퀀텀닷